# Carol Brown Janeway
Carol Janet Brown Janeway (geboren 1. Februar 1944 in Edinburgh; gestorben 3. August 2015 in New York City) war eine britische Übersetzerin und Herausgeberin.

## Leben
Carol Brown wuchs in Edinburgh als Tochter eines kaufmännischen Angestellten und einer Bibliothekarin in einer bildungsbürgerlichen Familie auf. Sie studierte Sprachen am Girton College in Cambridge und arbeitete danach bei einem Literaturagenten in London.
Brown heiratete 1969 den US-amerikanischen Börsenmakler William H. Janeway und zog nach New York. Zum Verlag Alfred A. Knopf holte sie Robert Gottlieb. Sie wurde dort Literaturagentin für den internationalen Markt und begann nebenher, literarische Texte ins Englische zu übersetzen. Dabei spezialisierte sie sich auf die deutsche Gegenwartsliteratur. Für die Übersetzung von The Man without qualities brauchte sie, nebenher, siebeneinhalb Jahre.
Unter den von ihr bei Knopf und später Random House herausgegebenen Autoren waren Heinrich Böll, José Donoso, George MacDonald Fraser, Imre Kertész, Ivan Klima, Thomas Mann, Yukio Mishima, Elsa Morante, Robert Musil und Patrick Süskind.
Sie erhielt 2013 den Friedrich-Ulfers-Preis und 2014 den  Ottaway Award for the Promotion of International Literature der britischen Literaturzeitschrift Words Without Borders.

## Übersetzungen (Auswahl)
- Thomas Bernhard: My Prizes (Meine Preise)
- Lothar-Günther Buchheim: Das Boot (Das Boot)
- Daniel Kehlmann: Measuring the World (Die Vermessung der Welt)
- Zvi Kolitz: Yosl Rakover Talks to God (Yossl Rakover ret tsu Got)
- Sandor Marai: Embers (aus der französischen und deutschen Übersetzung)[1] (Die Glut)
- Robert Musil: The Man without qualities (Der Mann ohne Eigenschaften)
- Margriet de Moor: The Storm (De verdronkene)
- Yasmina Reza: Desolation. Essay. (Une désolation)
- Ferdinand von Schirach: Crime (Verbrechen)
- Ferdinand von Schirach: Guilt (Schuld)
- Bernhard Schlink: The Reader (Der Vorleser)
- Hans-Ulrich Treichel: Lost (Der Verlorene)
- Binjamin Wilkomirski: Fragments. Memories of a Wartime Childhood (Bruchstücke. Aus einer Kindheit 1939–1948)